# Dennis A. Muilenburg
Dennis A. Muilenburg, född 1964 i Orange City, Iowa, är en amerikansk företagsledare som var styrelseordförande, president och VD för det multinationella flygplanstillverkaren The Boeing Company fram till den 23 december 2019. Han har arbetat inom Boeing sedan 1985 och haft höga chefspositioner sen 2003 som bland annat COO och vice styrelseordförande, båda mellan december 2013 och juli 2015. Muilenburg sitter också som ledamot i koncernstyrelsen för anläggningsmaskinstillverkaren Caterpillar, Inc. sedan 2011.
Han avlade en kandidatexamen vid Iowa State University och en master vid University of Washington i flyg- och rymdteknik.
Den 8 februari 2016 blev Muilenburg utsedd till ledamot i styrelsen för den politiska intresseorganisationen Business Roundtable.